# В'ячеслав Леєдо
В'ячеслав Леєдо (ест. Vjatšeslav Leedo; нар. 21 травня 1953 року) — естонський підприємець, власник судноплавної компанії «Saaremaa Laevakompanii» (SLK), Почесний консул України в Естонії.
Також володіє комтаніями у галузі будівництва, туризму та медіа. У 2005 році його активи оцінювали у 7 млн євро, а у 2007 році — вже у 29,5 млн євро.
У 2013 році обійняв посаду Почесного консула України в місті Пярну і Західній Естонії, замінивши Велло Ярвесалу.
Леєдо відомий низкою скандалів та судових позовів.